# Тартуский музей игрушек
Музей игрушек (эст. Tartu Mänguasjamuuseum) — музей в городе Тарту.

## История музея
В начале XIX века в здании музея располагалась школа Дорпатского уезда, где в основном учились дети ремесленников. В 1829 году помещение музея перешло в частную собственность, после чего была организована масштабная работа по реконструкции здания: фасад дома выполнен в классическом стиле, были расширены окна, а комнаты разделены перегородками.
В конце XIX — начале XX века здание было поделено на несколько небольших помещений, во дворе возведены дополнительные постройки, которые позже были уничтожены. На протяжении XX столетия здание представляло собой жилой дом, у которого не было постоянных владельцев. В 1994 году власти города Тарту решают разместить здесь музей игрушек. Его открытие состоялось в мае 1994 года. В 2002—2003 годах помещение было полностью отремонтировано и воссоздан его первоначальный вид. Начиная с 2004 года музей находится в старой части города на улице Лутсу, в комплекс музея входит четыре здания XVIII—XIX веков. С 2010 года в состав музея входит также и Театральный дом.

## Коллекция музея
Коллекция музея довольно обширна, она состоит более чем из 24600 игрушек и кукол. Игрушки представлены в традиционном народном эстонском стиле. Представлена выставка художественных кукол, сувениров из разных стран, а также собрание финно-угорских игрушек.

## Досуг для детей
В музее открыта комната игр и мастерства, также возможности для разных занятий предлагают экспозиционные помещения. Предлагается участие и в других музейных программах.

## Дворовое здание музея
В дворовом здании музея открыта экспозиция кукол кино, где представлены куклы и реквизит из кукольных фильмов. В мастерской возможно увидеть эстонские анимационные фильмы, а также поиграть и помастерить. На втором этаже здания организуются временные выставки.